# Protortalotrypeta
Protortalotrypeta es un género monotípico de moscas de la fruta perteneciente a la familia Tephritidae. La única especie que contiene este género es Protortalotrypeta grimaldii.